# S/2011 (2003 YS179) 1
S/2011 (2003 YS179) 1, também escrito como S/2011 (2003 YS179) 1, é o objeto secundário do corpo celeste denominado de 2003 YS179. Ele é um objeto transnetuniano que tem cerca de 110 km de diâmetro e orbita o corpo primário a uma distância de 7 830 ± 90 km.

## Descoberta
S/2011 (2003 YS179) 1 foi descoberto no dia 02 de novembro de 2008 através do Telescópio Espacial Hubble e sua descoberta foi anunciada em 2011.